# Colle Don Bosco

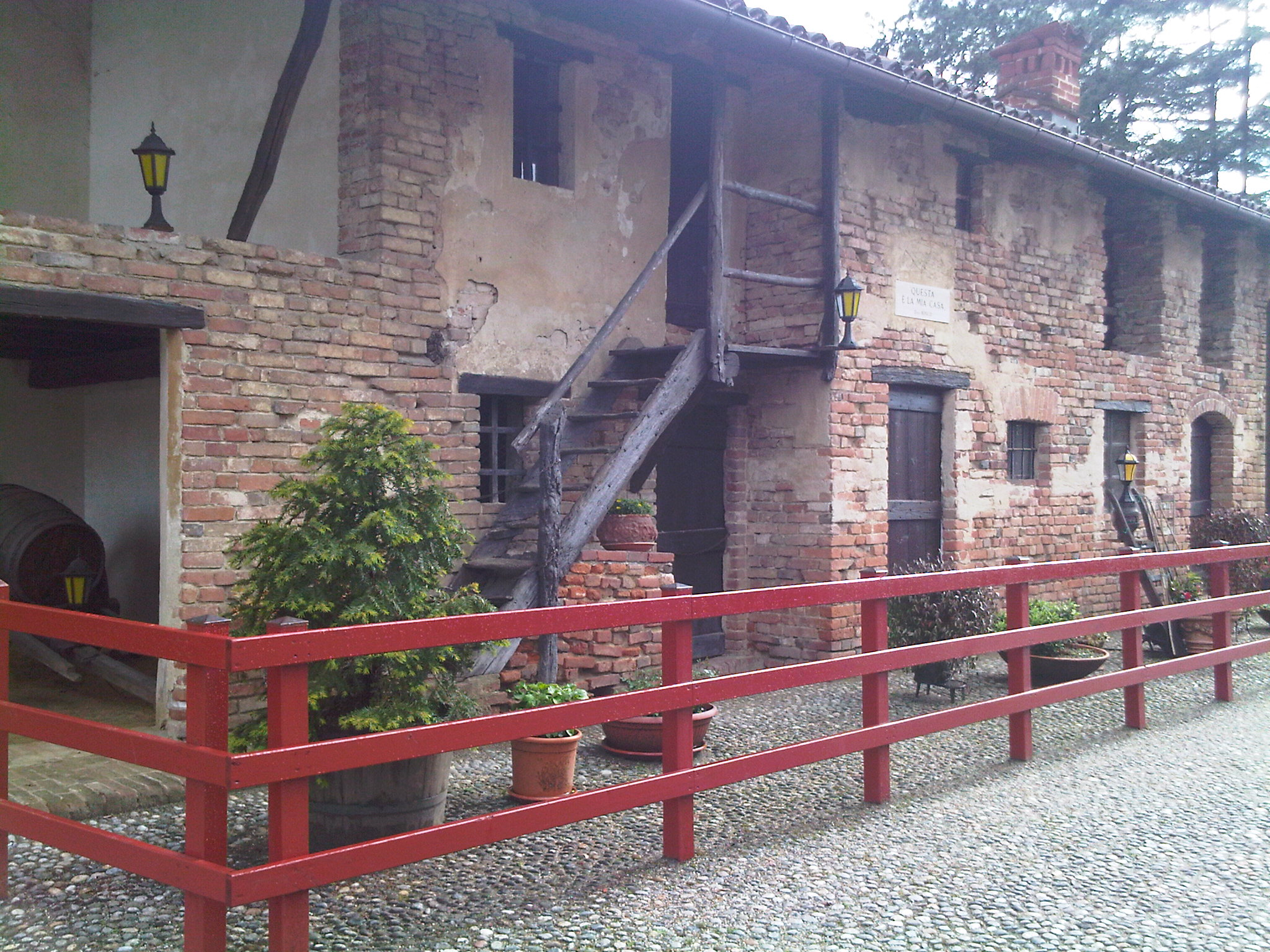
La casa di Giovanni Bosco ai Becchi abitata dopo la morte di Francesco Bosco avvenuta presso la cascina Biglione, luogo dove oggi sorge il tempio.

Il Colle Don Bosco è una località di Morialdo, frazione di Castelnuovo Don Bosco, paese in provincia di Asti, dov'è nato san Giovanni Bosco e nella quale si trovano gli edifici ricchi di testimonianze della sua presenza (Centro storico e Basilica) e della sua opera di apostolato a favore della gioventù (Museo Missionario e Istituto Bernardi Semeria).

## Toponimo
La denominazione risale alla fine degli anni trenta del XX secolo, quando la Congregazione Salesiana acquisì dai proprietari gli edifici e i terreni della cascina Biglione - Damevino (dove nacque san Giovanni Bosco) e del Canton Cavallo (dove il santo trascorse la sua infanzia e fanciullezza e dove tornava da adulto). Allora queste località facevano parte della borgata "Becchi", mentre ora questa denominazione è riservata alla parte che si trova ai piedi del Colle, dove si trovano il Ristoro Mamma Margherita e alcune abitazioni private.

## Il centro storico
La casa in cui visse dai due ai dodici anni è, fra i diversi luoghi legati alla sua esistenza, sicuramente quella che richiama la maggior parte dei pellegrini. In occasione del primo centenario della morte del santo, la casetta è stata inglobata in un'unica struttura (comprendente le antiche case Graglia e Cavallo) che, oltre a illustrare alcuni oggetti appartenuti alla famiglia, fornisce informazioni sulla presenza dei salesiani nel mondo. Il piccolo edificio inoltre restituisce ai pellegrini l'umiltà della vita contadina di un tempo.
Di fronte alla casa dell'infanzia sorge la casa del fratello di don Bosco, Giuseppe, con la cappella della Madonna del Rosario ed altri edifici costruiti nel XX secolo: il Santuario di Maria Ausiliatrice (detto Santuarietto), il Museo della Civiltà Contadina dell'Ottocento Astigiano, destinato a situare la vita del Santo nel contesto della vita agricola del territorio, il pilone del sogno (che Giovannino fece all'età di nove anni e determinò la sua volontà di dedicarsi ai giovani), il monumento di Giovannino Bosco giocoliere e il monumento alla madre del santo: la venerabile Margherita Occhiena.

## La basilica di san Giovanni Bosco
Al centro del Colle si trova l'imponente Basilica di Don Bosco, che comprende due piani sovrapposti: quello superiore è sovrastato da una notevole cupola, in quello inferiore o cripta si trovano reliquie insigni di san Giovanni Bosco e di san Domenico Savio. La prima pietra è stata posata il 11 giugno 1961, il piano inferiore è stato finito e si è cominciato ad utilizzare per il culto nel 1965, mentre quello superiore è stato completato nel 1984. L'edificio è stato costruito in forme classiche, interpretate secondo modelli contemporanei. Davanti alla chiesa si apre un grande piazzale destinato ad ospitare una notevole folla di fedeli in occasione di pellegrinaggi. Tale edificio suscita talora critiche in quanto la mole massiccia non si integrerebbe molto bene con il paesaggio circostante costituito da colline dolci ricoperte di vegetazione fitta e vigneti.

## Il museo missionario
Sempre attorno all'area del santuario è presente un Museo Etnologico Missionario, dedicato al cardinale castelnovese Giovanni Cagliero, capo della prima spedizione missionaria salesiana (1875). Il Museo ospita reperti etnografici provenienti da ogni parte del mondo, sicuramente la raccolta più ricca di questo genere presente in tutta la provincia di Asti.

## L'Opera Salesiana per i giovani
L'Opera Salesiana comprende anche tutta una serie di edifici dedicati alla missione salesiana a favore dei giovani: 
- l'Istituto Bernardi Semeria con l'attuale residenza della comunità salesiana;
- il Centro di formazione professionale con le aule, i laboratori e le attrezzature sportive e ricreative per i tanti giovani avviati verso le attività tecniche, in particolare le arti grafiche e quelle della ristorazione;
- la Casa per i Giovani "Il ragazzo del sogno", per ospitalità di gruppi giovanili;
- il Centro di spiritualità "beato Artemide Zatti", per ritiri ed esercizi spirituali;
- la Casa "Madre Mazzarello", un tempo abitata dalle Suore Figlie di Maria Ausiliatrice, ora usata per l'ospitalità.